# Olekszandra Andrijivna Koval
Olekszandra Andrijivna Koval (cirill betűkkel: Олександра Андріївна Коваль; Lviv, 1957. október 20.) ukrán közéleti személyiség, könyvkiadó. 2018 óta az Ukrán Könyvintézet vezetője. Az Ukrán PEN Club tagja.

## Életrajza
A Lvivi Erdészeti Főiskolán (2005-től Ukrán Nemzeti Erdészeti Egyetem) tanult, ahol 1979-ben végzett erdészként. 1980–1989 között a főiskolán dolgozott kutatóként, ahol ahol légtisztító rendszerek és energiatakarékos technológiákat fejlesztésével foglalkozott. 1986 és 1989 között társalapítóként részt vett a lvivi székhelyű Aerosz nevű szövetkezet munkájában, amely reklám- és meteorológiai célú léggömbök fejlesztését végezte. 
1990 és 1992 között a Fenyiksz kiadó főszerkesztő-helyettese volt, majd 1992-től 1997-ig a Proszvita lvivi területi szervezete kiadójának igazgatójaként dolgozott. 1995 óta a lvivi székhelyű Kiadói Fórum nevű civil szervezet vezetője. 1995-ben társalapítója volt az Ukrán Könyvkiadók és Könyvterjesztők Szövetségének, majd 2010-ben megalapította az Ukrán Olvasószövetséget.
Számos könyves rendezvény kezdeményezője és szervezője. Ő szervezte 1994-től a Lvivi Könyvkiadók Fóruma nevű könyvvásárt, 2007-től a Kiadók Fóruma a Gyermekekért nevű gyermekkönyvvásárt, a 2000-es években töb alkalommal a Kijevi Kiadók Fóruma könyvvásárát, majd 2006-tól a Nemzetközi Lvivi Irodalmi Fesztivált. 2002 óta az Könyvmánia (Knihomanyija) elnevezéssel ukrajnai országos gyermek-olvasóversenyt rendezte. 2006-tól szervezte meg az Adj a gyermeknek egy könyvet elnevezésű jótékonysági rendezvényt, amelynek keretében az árvaházak, bentlakásos iskolák és vidéki iskolai könyvtárak számára gyűjtenek könyveket.
2018 júniusában támogatta az ukrán kulturális élet szereplőinek, a ukrajnai politikusoknak és emberi jogi aktivistáinak a nyílt levelét, amelyben felszólították a világ vezetőit, hogy álljanak ki Oleh Szencov ukrán filmrendező és más, Oroszországban bebörtönzött politikai foglyok védelmében, és egyúttal az Oroszországban megrendezett 2018-as labdarúgó-világbajnokság bojkottjára szólított fel.
2018. július 26-n megnyerte az Ukrán Könyvintézet igazgatói posztjára kiírt pályázatot. 2018. október 10-től megbízott igazgatóként vezette az intézetet, majd december 10-n kinevezték az Ukrán Könyvintézet igazgatójává.
Számos publikáció szerzője, a médiában az ukrán könyvpiacról, az olvasás támogatásáról és fejlesztéséről jelennek meg írásai.

## Kitüntetései
- Vaszil Sztusz-díj (2016)[5]

- Olga fejedelemasszony érdemrend 3. fokozata (2018)[6]